# West Overton
West Overton est une paroisse civile et un village du Wiltshire, en Angleterre.